# Schwengentalbach
Der Schwengentalbach ist ein Bach im Bezirk Südoststeiermark in Österreich.

## Geografische Lage
Der Schwengentalbach entspringt auf dem Gebiet der Gemeinde Gossendorf. Bei km 5,6 mündet der zwei Kilometer lange Schörgenaubach in den Schwengentalbach, danach verläuft der Bach durch Pertlstein und mündet dort als rechter Zufluss in die Raab.